# Hans Cieslarczyk
Hans Cieslarczyk (* 3. Mai 1937 in Herne-Holthausen; † 10. Juni 2020 in Offenburg) war ein deutscher Fußballspieler und -trainer.

## Sportliche Laufbahn

### Vereinskarriere
Cieslarczyk begann 1947 bei Rasensport Holthausen und spielte dann als Stürmer von 1955 bis 1958 in der Oberliga West für den SV Sodingen (1955–1958), für den er 74 Oberligaspiele absolvierte, in denen er 20 Tore erzielte. In seiner ersten Saison erreichte er mit den Sodingern den neunten Platz, in den nächsten beiden Spielzeiten konnte Sodingen nur knapp den Abstieg vermeiden. 1958 wechselte er zu Borussia Dortmund, wo er aber nie für längere Zeit Stammspieler wurde. Zwar konnten die Dortmunder 1959/60 den dritten Platz und 1960/61 den zweiten Platz in der Oberliga belegen, aber nach 35 Spielen und sechs Toren in vier Jahren und nur vier Spielen in der Saison 1961/62 wechselte Cieslarczyk 1962 in die 2. Liga zum Dortmunder SC 95. 1963/64 hatte er seine anhaltenden Verletzungsprobleme überwunden und spielte in der Regionalliga West für Westfalia Herne, wo er sich mit neun Toren in 30 Einsätzen wieder in guter Form präsentierte. Danach wechselte er zusammen mit den Angreifern Berking und Jendrosch in die Fußball-Bundesliga zum Karlsruher SC, wo er von 1964 bis 1968 66 Spiele bestritt, in denen er 18 Tore erzielte. 1968 stieg er mit den Karlsruhern aus der Bundesliga ab.

### Auswahleinsätze
Am 27. März 1957 debütierte Hans Cieslarczyk in der U23-Nationalmannschaft als halblinker Stürmer; das Spiel in Essen gegen die Auswahl Belgiens wurde mit 4:2 gewonnen. Am 26. Februar 1958 kam er in Wuppertal als Linksaußen zu einem zweiten Einsatz; beim 4:1-Sieg über die Auswahl Belgiens gelang ihm ein Tor. Dazwischen lag sein erstes Spiel für die A-Nationalmannschaft, als ihn Sepp Herberger am 22. Dezember 1957 als Rechtsaußen gegen Ungarn spielen ließ. 1958 wirkte er als Linksaußen in den beiden letzten Länderspielen vor der Fußball-Weltmeisterschaft in Schweden mit und erzielte jeweils einen Treffer. Danach berief ihn Herberger in den Weltmeisterschaftskader. Zuerst kam Cieslarczyk aber nicht in die Mannschaft, da Herberger die Weltmeister von 1954 Hans Schäfer und Bernhard Klodt auf dem linken Flügel vorzog. Im Halbfinale gegen Schweden stellte Herberger dann Schäfer auf Halblinks und Cieslarczyk als Linksaußen auf. Nach dem Platzverweis gegen Erich Juskowiak musste Cieslarczyk allerdings Verteidiger spielen. Nach der 1:3-Halbfinalniederlage gegen Schweden spielte Cieslarczyk auch im Spiel gegen Frankreich um den dritten Platz und erzielte ein Tor bei der 3:6-Niederlage. Cieslarczyk wirkte auch in den ersten beiden Länderspielen nach der Weltmeisterschaft mit. Nachdem er sich in Dortmund nicht als Stammspieler hatte durchsetzen können, endete auch seine Länderspielkarriere nach sieben Spielen und drei Toren. 1959 wurde er gegen die B-Auswahl der Schweiz noch einmal in die B-Nationalmannschaft berufen.

## Trainerlaufbahn
Nach seiner Spielerkarriere war Cieslarczyk als Trainer tätig. Trainerstationen waren: SV Morsbach (1968–1970), Offenburger FV (1971–1975), SpVgg Fürth (1975–1977), Stuttgarter Kickers (1977–1978), 1. FC Saarbrücken (1978), FC Augsburg (1978–1979), Offenburger FV (1979–1980), ESV Ingolstadt (1980–1981), FC Villingen 08 (1984–1985), Offenburger FV (1991). Zweimal gewann er mit Offenburger FV die Südbadische Meisterschaft, mit Fürth belegte er 1976/77 den achten Platz in der 2. Bundesliga.

## Weiterer Werdegang
Von 1992 bis 2005 arbeitete er als Masseur in Schutterwald. Er war verheiratet. Seine Tochter Claudia ist Chefredakteurin der Zeitschrift Frau im Spiegel. Cieslarczyk starb im Juni 2020 im Alter von 83 Jahren. Er wurde auf dem Weingartenfriedhof in Offenburg beigesetzt.